# La Orquesta Mondragón

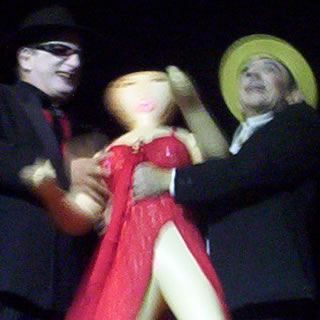
Javier Gurruchaga i Popotxo,
de La Orquesta Mondragón

La Orquesta Mondragón és un grup musical de l'Estat espanyol creat l'any 1976 al voltant de la personalitat del presentador i cantant Javier Gurruchaga. És considerada una de les formacions musicals pioneres en la fusió de la música i el teatre a l'Estat. La banda se sustentava en els inicis sobre dos grans pilars escènics: el cantant, Javier, divertit i excèntric, i Popotxo Ayestaran, còmic que, valent-se únicament de la mímica, convertia cada cançó en un petit gag humoristíc.
La banda va llançar el seu primer àlbum, titulat Muñeca hinchable, l'any 1979, després d'una gira de concerts que els va portar per tot el País Basc, incloent-hi el Col·legi dels Àngels, centre escolar en el qual Javier havia estudiat durant la seva infantesa. Un any abans, el 1978, havien arribat a Madrid i havien establert comunicació amb el productor Julián Ruiz, que va ser qui els va aconseguir un enregistrament per a la discogràfica EMI. Així, el 1979 apareixia en el mercat el seu primer disc, que va comptar amb la col·laboració d'Eduardo Haro Ibars (autor del llibre Gai rock) com a lletrista. Va rebre crítiques excel·lents, tant de públic com de premsa especialitzada. D'aquest primer àlbum es poden extreure èxits com «Ponte la peluca» o «Muñeca hinchable».

## Discografia

### Àlbums
- Muñeca hinchable (EMI, 1979)
- Bon voyage (EMI, 1980)
- Bésame, tonta (banda sonora; EMI, 1982)
- Cumpleaños feliz (EMI 1983)
- ¡Es la guerra! (EMI 1984)
- Rock & Roll Circus (doble LP, EMI, 1985)
- Ellos las prefieren gordas (1987)
- Una sonrisa, por favor (1989)
- El huevo de Colón (1992)
- Memorias de una vaca (1995)
- Tómatelo con calma (2000)
- El maquinista de la general (2010)

### Recopilacions
- Viaje con nosotros a través de 21 éxitos feroces (EMI, 2002)
- ¡Viva Mondragón! (EMI, 2006)
- El despertar del lobo (2008)